# 慶應義塾體育會蹴球部
慶應義塾體育會蹴球部（けいおうぎじゅくたいいくかいしゅうきゅうぶ、英: Keio University Rugby Football Club）は、慶應義塾大学による、日本初のラグビー部である。関東大学ラグビー対抗戦Aグループに所属し、タイトル計5回（東西対抗2回、選手権3回）、日本選手権優勝1回などの実績がある。ジャージが黒黄の縞であることから、タイガー軍団とも呼ばれる。「魂のタックル」といわれる泥臭いスタイルが特徴。

## 概要

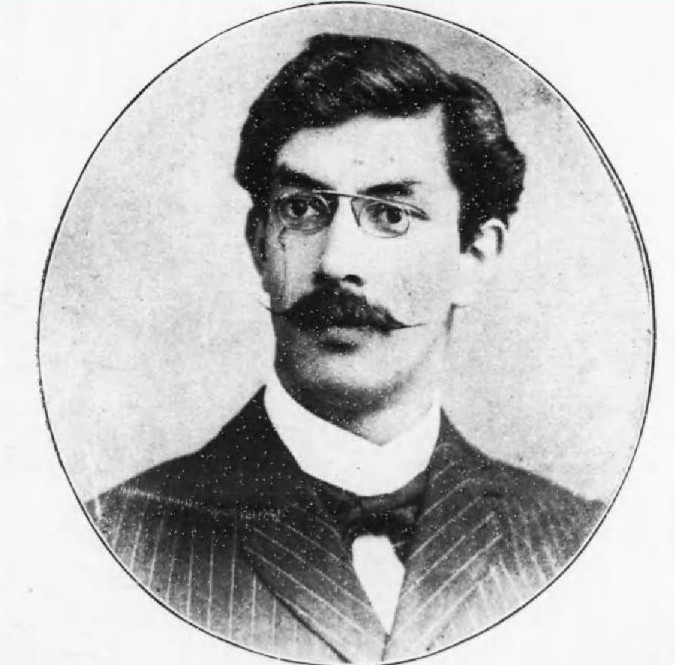
E.B.クラーク肖像

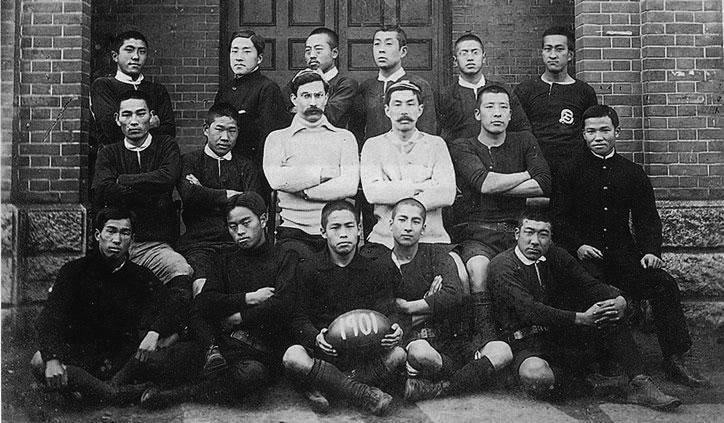
中央の白服2人はE・B・クラークと田中銀之助（1901年）

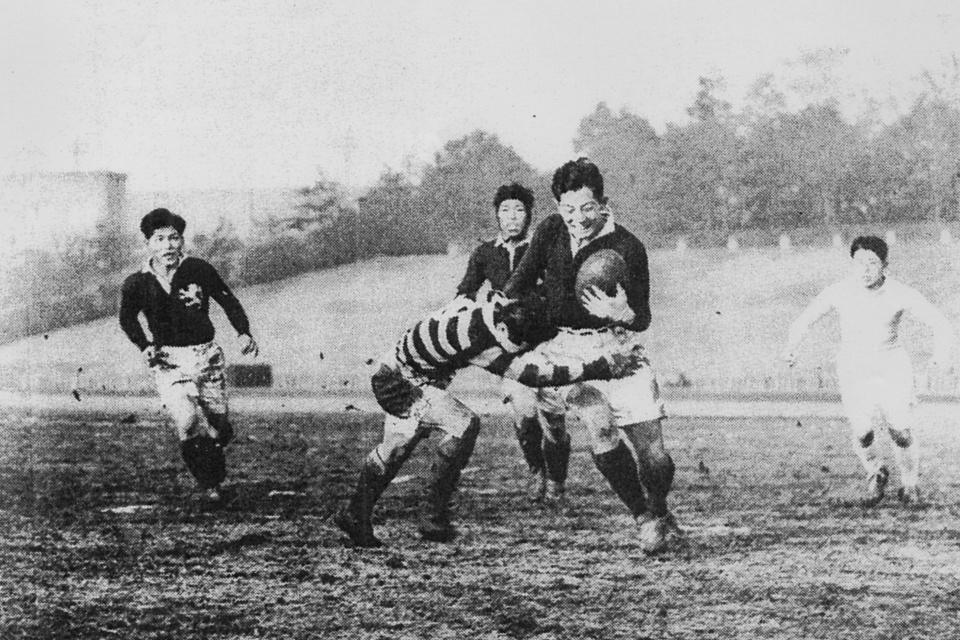
慶應対京都帝大（1938年1月1日）

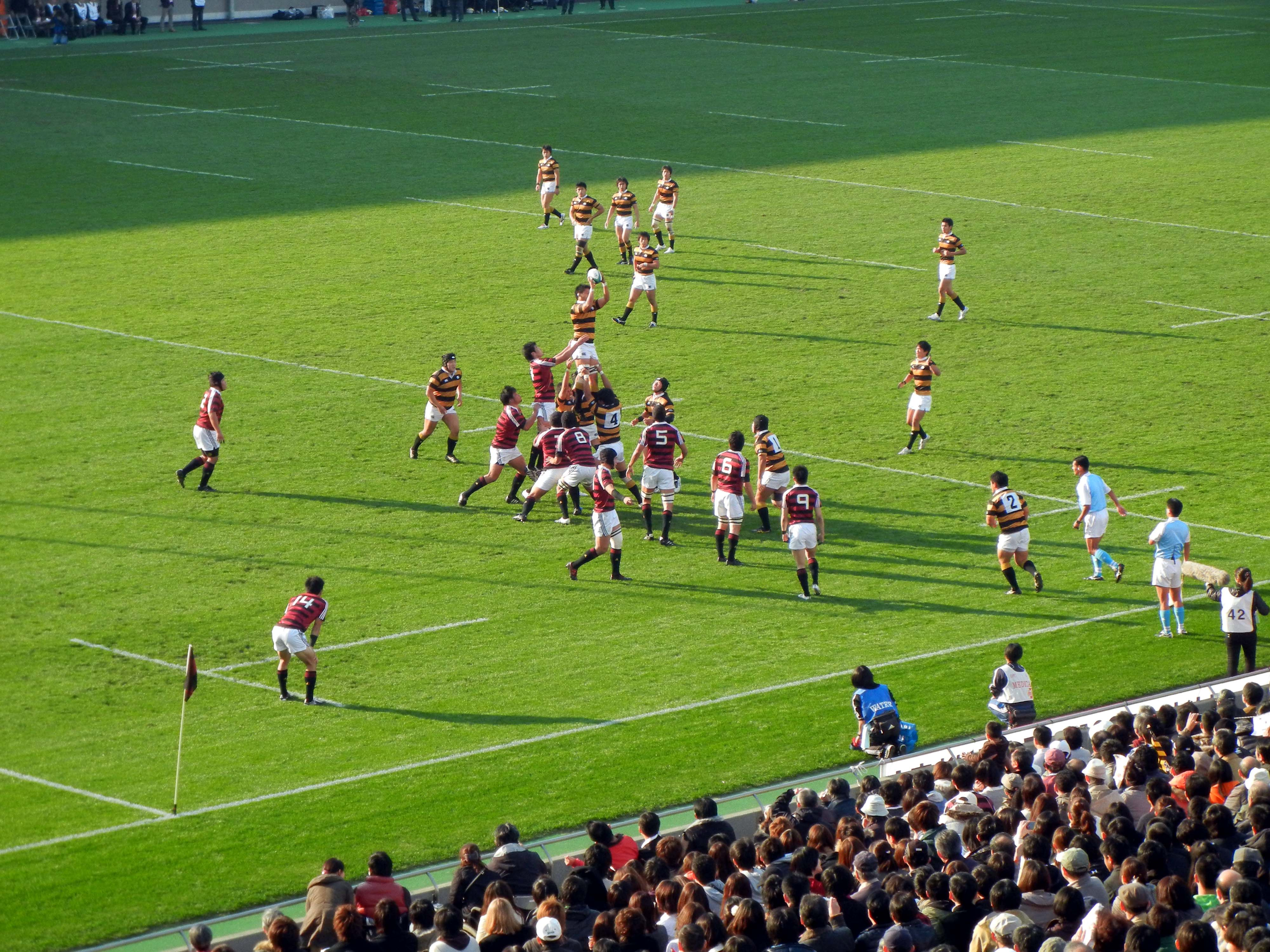
伝統の一戦、慶早ラグビー（2011年11月23日・早稲田大学戦・秩父宮ラグビー場）

### 日本人初のラグビーチーム
後述のとおり、ラグビーユニオンにおける日本人初のラグビーチームとして知られる。日吉キャンパスのグラウンドには「日本ラグビー蹴球 発祥記念碑」（1943年（昭和18年）建立）がある。
しかし、日吉キャンパス（横浜市港北区日吉）は1934年（昭和9年）に竣工されたもので、部の歴史から見ると比較的新しいグラウンドである。部が発足した当時、塾生の寄宿舎は三田にあり、練習場は後述のとおり南麻布で、初の対外試合は横浜市中区矢口台で行われた。
また、横浜市中区の山下町公園に「ラグビー発祥地 横浜 記念碑」があるが、これは横浜に居留していた外国人と英国駐屯地兵による「横浜フットボールクラブ」が1866年（慶応2年）1月26日に創立したことによる。
部の歴史は、1899年（明治32年）に始まる。当時慶應義塾の英文学教員であったイギリス人エドワード・B・クラークがケンブリッジ大学留学から戻った田中銀之助と共に、慶應義塾の学生達への指導を開始。ただし、1903年（明治36年）に慶應義塾体育会に正式加盟できるまでは、ゼ・バーベリアン（バーバリアン）と敷島クラブという2つの同好会だった。
当時チームは、麻布・仙台坂の坂下にあった「仙台原」と呼ばれる野原（麻布区麻布竹谷町、現在の港区南麻布1丁目1番地）を練習場としていた。

### 日本初の国際試合、初トライ、初DG
1901年（明治34年）12月7日に、慶應義塾（バーバリアンと敷島クラブの合同チーム）と、外国人スポーツクラブYC&AC（横浜外人クラブ）が、日本初のラグビーユニオンの試合 かつ 日本初の国際試合を、同クラブグラウンド（横浜市中区矢口台）で行った。5-41で敗れたが、この試合で左WTB塩田賢次郎は日本人初のトライを行う。
YC&ACとの試合は、1916年（大正5年）12月までの15年間に24回行われた。多くが横浜公園や三田綱町グラウンドでの対戦だったが、1906年（明治39年）2月17日の6回目は日比谷公園で行われた。
1906年（明治39年）11月24日の7回目の対戦で、SH宮川偕作が公式戦で日本人初のドロップゴール成功（当時は4点）。

### 蹴球部と命名
1903年（明治36年）、バーバリアンと敷島クラブの両同好会が合流し、蹴球部として体育会への参加を承認された。この年から三田綱町グラウンドで活動を行う。また、ジャージをそれまでの黒一色から黒黄ボーダー柄に変更し人気となり、入部希望者が増加したという。この配色は、アメリカ合衆国プリンストン大学のオレンジ色に黒いラインが入った校章を模したものだとされる。
1927年（昭和2年）からは新田運動場（現在の大田区千鳥2丁目）を使用。1934年（昭和9年）には現在の日吉キャンパスに移った。
19世紀後半にイングランドで、サッカーとラグビーの両方を「Football」としてルールの異なる2つの種目として運営され、それを「蹴球」と総称して日本語訳されていた。当時、2つをあえて区別する名称としては、サッカーを「ア式蹴球（アソシエーション・フットボール＝Association Football）」「ソッカー（Soccer）」、ラグビーを「ラ式蹴球（ラグビー・フットボール=Rugby Football）」「ラグビー」としていた。
慶應義塾では、1922年にソッカー部が誕生するまで「ア式蹴球部」が存在しなかった。そのためラグビー部はあえて「ラ式蹴球部」と名乗る必要が無く、約20年間「蹴球部」で定着していた。
このように、先（1899年）に誕生したラグビー同好会が部として承認される際に「蹴球部」を名乗り、後発（1922年）の慶應義塾サッカー部は「蹴球部」を名乗れず「ソッカー部」という名称となった（詳細は慶應義塾体育会ソッカー部を参照）。
ちなみに、ラグビーを「闘球」と訳すのは太平洋戦争中からである。1943年（昭和18年）に日本ラグビー蹴球協会（現・日本ラグビーフットボール協会）が「大日本体育会闘球会」となり、同年3月5日には厚生省がラグビーを「闘球」と呼ぶよう発表した。
慶應義塾でラグビーが定着していた理由を、1964年（昭和39年）に日本ラグビーフットボール協会が出版した「日本ラグビー史」では、集団競技施設としての学校の存在、豊かな経済力、寄宿舎の存在の3つを挙げている。寄宿舎については、ラグビー草創期1900年（明治33年）9月に、全塾生向けに三田山上（現在の慶應義塾大学三田キャンパスの位置）に洋風の木造2階を3棟建てており、ベッド収容数は1000人規模だった。
1910年（明治43年）秋から、慶應義塾独自のフォワード7人体制（2-3-2 または 3-2-2）を採用した。フォワード7人体制は、当時のオールブラックス（ニュージーランド代表）が採用しており、慶應義塾はその後17年間FW7人体制を守り、日本国内チームに対して無敗記録を続けた。
1911年（明治44年）4月6日、前年に日本人チームとして2番目に誕生した第三高等学校嶽水会蹴球部（現・京都大学ラグビー部）と、初の日本チーム同士の対戦を行った。

### 1922年 慶早戦スタート
1906年（明治39年）11月11日、慶早野球試合での応援白熱によるトラブルにより、以後、早稲田大学とのスポーツ対戦は禁止されていた。1918年（大正7年）11月に早稲田ラグビー部が誕生したが、両校は対戦できなかった。
1920年（大正9年）、慶應義塾OBを中心に関東各校OBからなるAll Japan Rugby Association（AJRA）を設立。
1922年（大正11年）11月23日、AJRAは慶應義塾と早稲田の仲を取りもち、第1回慶早ラグビー定期戦（慶早戦）を三田綱町運動場で開催させた。14-0で慶應義塾の勝利。11月23日は、当時は新嘗祭という祝日（戦後は勤労感謝の日）で、晴れの特異日でもあることから選ばれた。AJRAは後に関東ラグビー協会の母体となる。
1926年（大正15年）の第5回慶早戦は、2年前に完成した明治神宮外苑競技場（神宮競技場）を初めてラグビーで使用し、さらに初めての有料での開催となった。これ以降、大学ラグビーの主要試合は神宮競技場での有料試合となる。試合は8-8の引き分けとなり、慶應義塾は創部以来、明治・大正を通じて国内チームに対して無敗を貫いた。しかし翌1927年（昭和2年）元日に5-11で京都大学に敗れ、11月23日の第6回慶早戦で6-8で敗れた。
戦時中の休止を経て、慶早戦は1946年（昭和21年）に再開。1947年（昭和22年）11月22日に東京ラグビー場（現・秩父宮ラグビー場）が完成し、慶早戦は東京ラグビー場初の公式戦として翌日行われた。以後、東京ラグビー場（秩父宮ラグビー場）で毎年開催。ラグビーブームだった1983年から1987年までの5回は、収容人数が多い国立競技場を使用した。
2022年（令和4年）の慶早戦は100周年。翌2023年（令和5年）の慶早戦は100回目の定期戦となり、国立競技場を36年ぶりに（2019年に改築されてからは初めて）使用する。
NHKテレビによる慶早戦の中継は、1953年（昭和28年）の開局以来、毎年行われている（早明戦もこの年からテレビ中継開始）。

### 日本初の海外遠征
1925年（大正14年）12月、上海へ、日本ラグビー史上初の海外遠征を行う。12月26日に上海クラブ、12月30日に香港クラブと対戦。ちなみに2番目は1927年（昭和2年）の早稲田大学によるオーストラリア遠征で、同年には、同志社大学が満州遠征、明治大学が上海遠征を行った。

### 大学選手権
空前のラグビーブームだった1984年（昭和59年）11月23日、慶早戦において、国立競技場の有料入場券発売枚数が同施設で歴代8位の64,001人となった。当時は正確な入場者数が把握できず、国立競技場は「有料入場券発売枚数」を公式な人数として発表していた。
1984年（昭和59年）度に対抗戦を全勝で優勝。大学選手権では決勝に進出した。史上初の大学選手権3連覇を狙う同志社大学と対戦し、6-10で敗れる。この決勝では4点差の終了間際、慶應の村井大次郎がディフェンスラインを突破、同志社のインゴール中央左に飛びこんで同点（当時、トライは4点であった）、さらに正面からのゴールキックを得てほぼ逆転なったと思われたが、直前の松永敏宏からのパスがスローフォワードの反則をとられて幻に終わり、結局最終スコアで決着した。この判定は、選手権の決勝というビッグゲームであったこと、試合の帰趨を直接に決するものだったこと、またジャッジングそれ自体が非常に微妙で難しいものだったことなどから議論を呼ぶことになった。2017年には、同志社大学との定期戦100回目を記念し、1984年大学選手権の決勝戦出場選手を中心に試合を行った。

### 1985年 日本一に
1985年（昭和60年）度には対抗戦4位ながら、大学選手権で2年連続決勝に進出し明治大学と対戦。12-12の引き分けで両校優勝となる。抽選の結果、日本選手権に進出し、トヨタ自動車と対戦。18-13で勝利し、初の日本一に輝いた（このときの監督は上田昭夫）。
それ以降はしばらく低迷したが、1998年（平成10年）度には13年振りに大学選手権に出場。準決勝に進出し、明治大学と対戦したが、ロスタイムに逆転を許し18-24で敗退した。

### 1999年 全勝優勝、大学日本一
翌1999年（平成11年）度にはラグビー部創設100周年を迎え（監督は上田昭夫）、高田晋作・栗原徹・野澤武史等の活躍により、対抗戦を全勝優勝。大学選手権では決勝で関東学院大学を27-7で破り、通算3度目（単独では初。過去2回は同点両校優勝）の大学日本一を経験している。
2000年（平成12年）度も対抗戦を全勝優勝し、大学選手権2連覇の期待が高かった。しかし、準決勝で強風と法政大学の激しいタックルのためにリズムを崩し（法政の度重なるハイタックルなどの反則も含む。この試合は法政3人・慶應1人にシンビンが出る荒れた試合であった）、13-15で敗退した。なお同年度以降対抗戦優勝から遠ざかっている。

### 2007年 大学選手権で明治を倒す
2007年（平成19年）度には山田章仁・中浜聡志・小田龍司・出雲隆佑などBKに好選手を擁し、6年ぶりに大学選手権準決勝に進出し、明治大学と対戦。34-27で初めて大学選手権で明治を破った（この年度、明治と2度対戦し、2引き分け＜春の招待試合:31-31・対抗戦:29-29＞で、3度目の対戦であった）。そして8年ぶりに決勝に進出し、1968年度以来、39年ぶりに決勝で早稲田大学と対戦したが、6-26で敗れ準優勝に終わった。これ以降3度準決勝に進出したが、いずれも東海大学、帝京大学に敗れ決勝進出を逃している。
2019年（令和元年）度は5位に終わり、22年ぶりに大学選手権出場を逃した。
2023年（令和5年）11月23日 、第100回慶早戦を国立競技場で開催した。ラグビーブームだった1983年（昭和58年、第60回）から1987年（昭和62年、第64回）までの5回は旧国立競技場で行われ、以後35回は秩父宮ラグビー場で行われていた。19-43で敗れ、全100試合通算では20勝73敗7引き分けとなった。入場者数は27,609人。
2024年（令和6年）静岡聖光学院の出身。高校日本代表にも選ばれた1年生の小野澤謙真はデビュー戦（対流経大）となったで3トライのハットトリック17得点でデビューすると日本代表候補の菅平合宿に追加招集された。

## タイトル
- 日本ラグビーフットボール選手権大会：1回
  - 1985

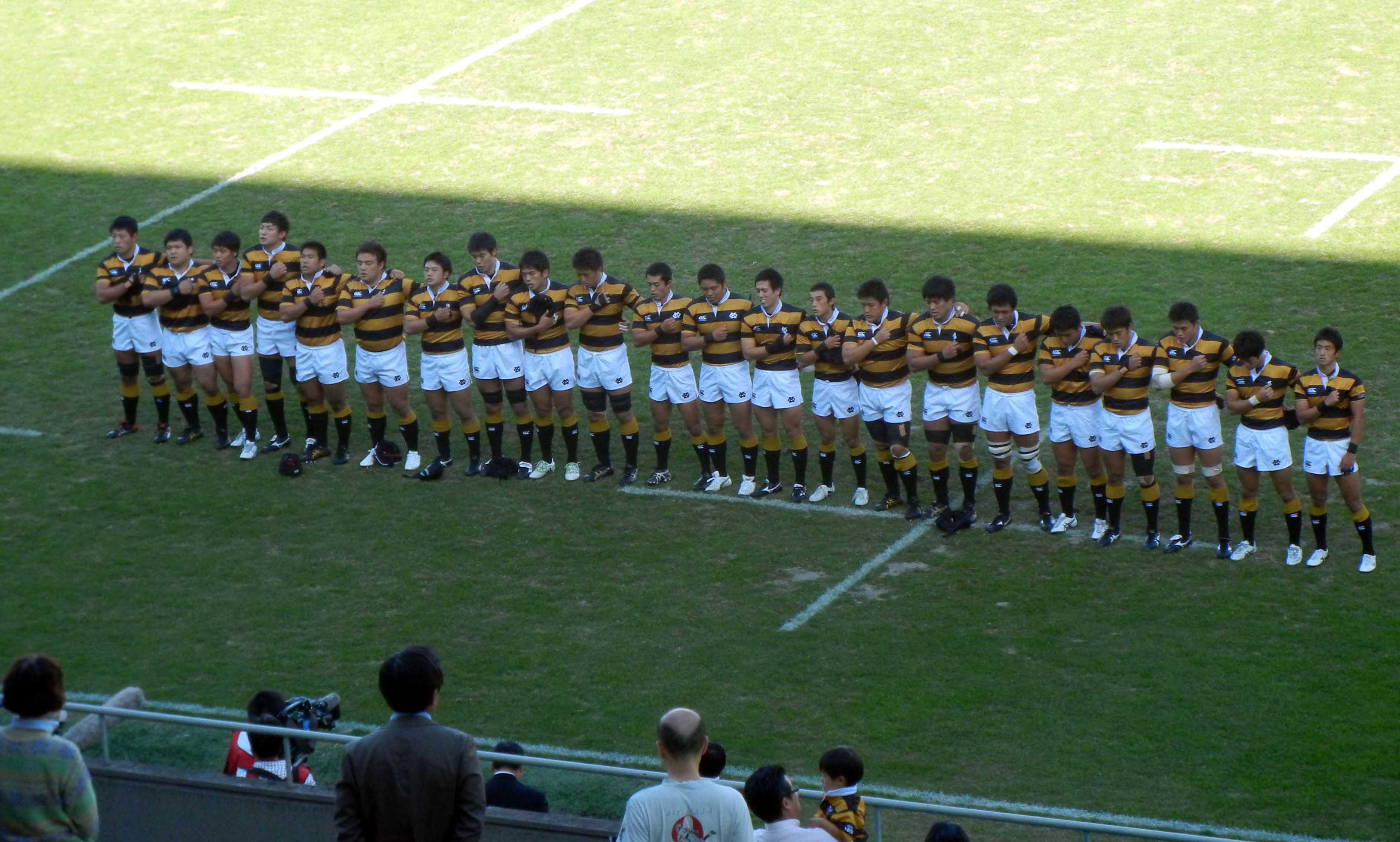
試合前に塾歌斉唱をする慶應義塾大学の選手達（2012年10月・帝京大学戦・秩父宮ラグビー場）

- 全国大学ラグビーフットボール選手権大会：3回　（出場35回）
  - 19681、19852、1999
  - 準優勝：3回（1977、1984、2007）
- 東西学生ラグビーフットボール対抗王座決定戦：2回
  - 1930年（昭和5年）、1942年（昭和17年）・秋
- 関東大学ラグビー対抗戦：9回[59]（関東大学ラグビーリーグ戦 と分裂後［1967年度以降］は4回）
  - 1928, 1930, 1942後期、1955, 1957, 1980, 1984, 1999, 2000
- 関東大学春季大会グループB：3回
  - 2012、2013、2017

※年は全て年度。
1早稲田大学と同点両校優勝
2明治大学と同点両校優勝

## 早明2校との対戦成績

### 早稲田大学戦
| 大会                              | 試合数 | 慶應義塾大学 勝利 | 引き分け | 早稲田大学 勝利 |
| --------------------------------- | ------ | ----------------- | -------- | --------------- |
| 関東大学対抗戦 （定期戦・慶早戦） | 101    | 20                | 7        | 74              |
| 大学選手権                        | 9      | 1                 | 1        | 7               |
| 合計                              | 110    | 21                | 8        | 81              |

- 招待試合・練習試合・ジュニア選手権等は含まない。2024年度末（2025年3月末）現在。
- 1923年の第6回極東選手権競技大会のラ式蹴球（ラグビー）競技決勝で対戦があり、11-6で慶應が早稲田を破り優勝している[60]。
- 2023年11月23日の慶早戦は第100回記念大会だった[61][62]。

### 明治大学戦
| 大会                              | 試合数 | 慶應義塾大学 勝利 | 引き分け | 明治大学 勝利 |
| --------------------------------- | ------ | ----------------- | -------- | ------------- |
| 関東大学対抗戦 （定期戦・慶明戦） | 99     | 38                | 3        | 58            |
| 大学選手権                        | 8      | 1                 | 1        | 6             |
| 合計                              | 107    | 39                | 4        | 64            |

- 招待試合・練習試合・ジュニア選手権等は含まない。2024年度末（2025年3月末）現在。
- 2025年に慶明戦第100回を迎える予定。

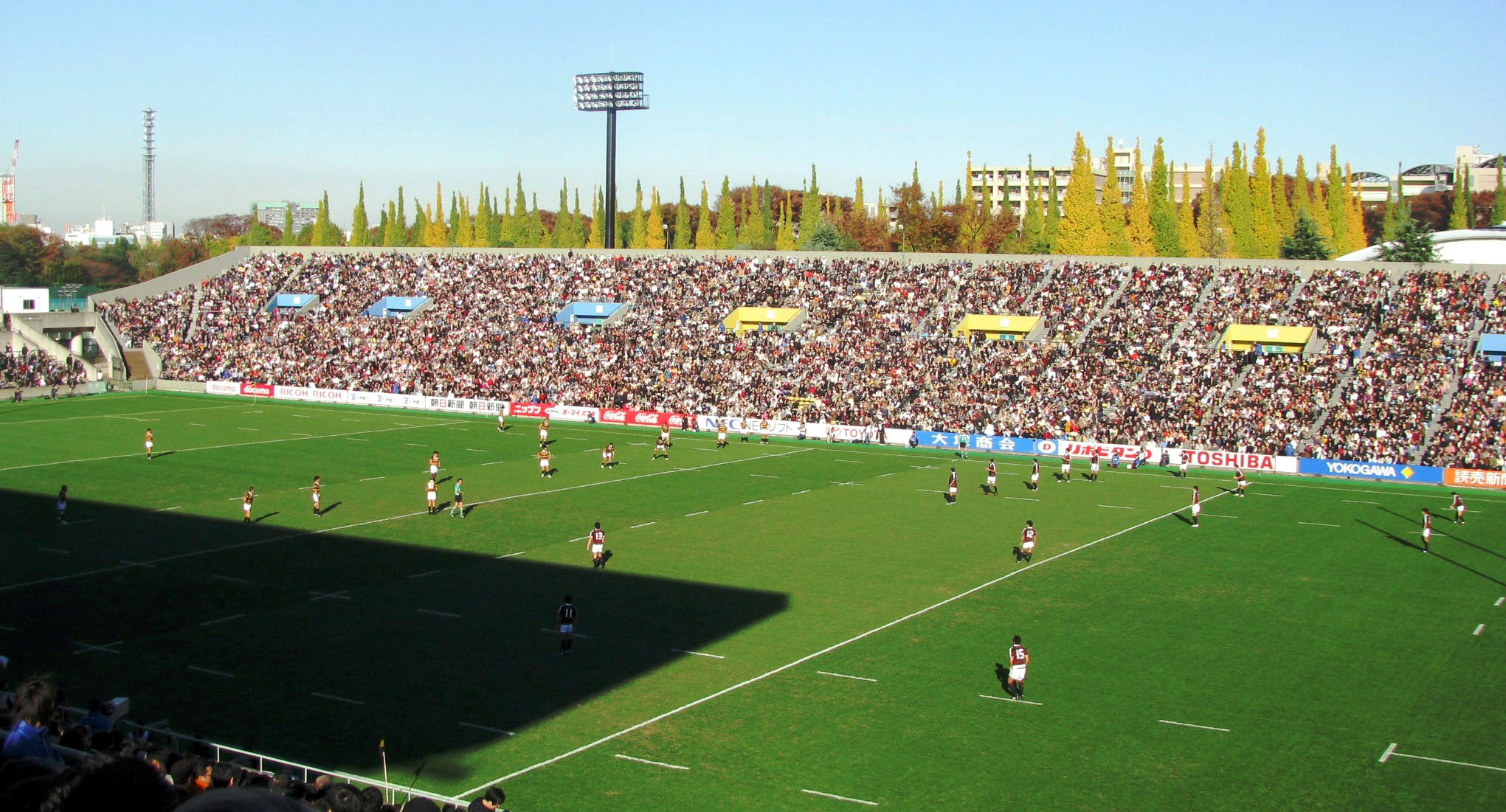
慶早戦
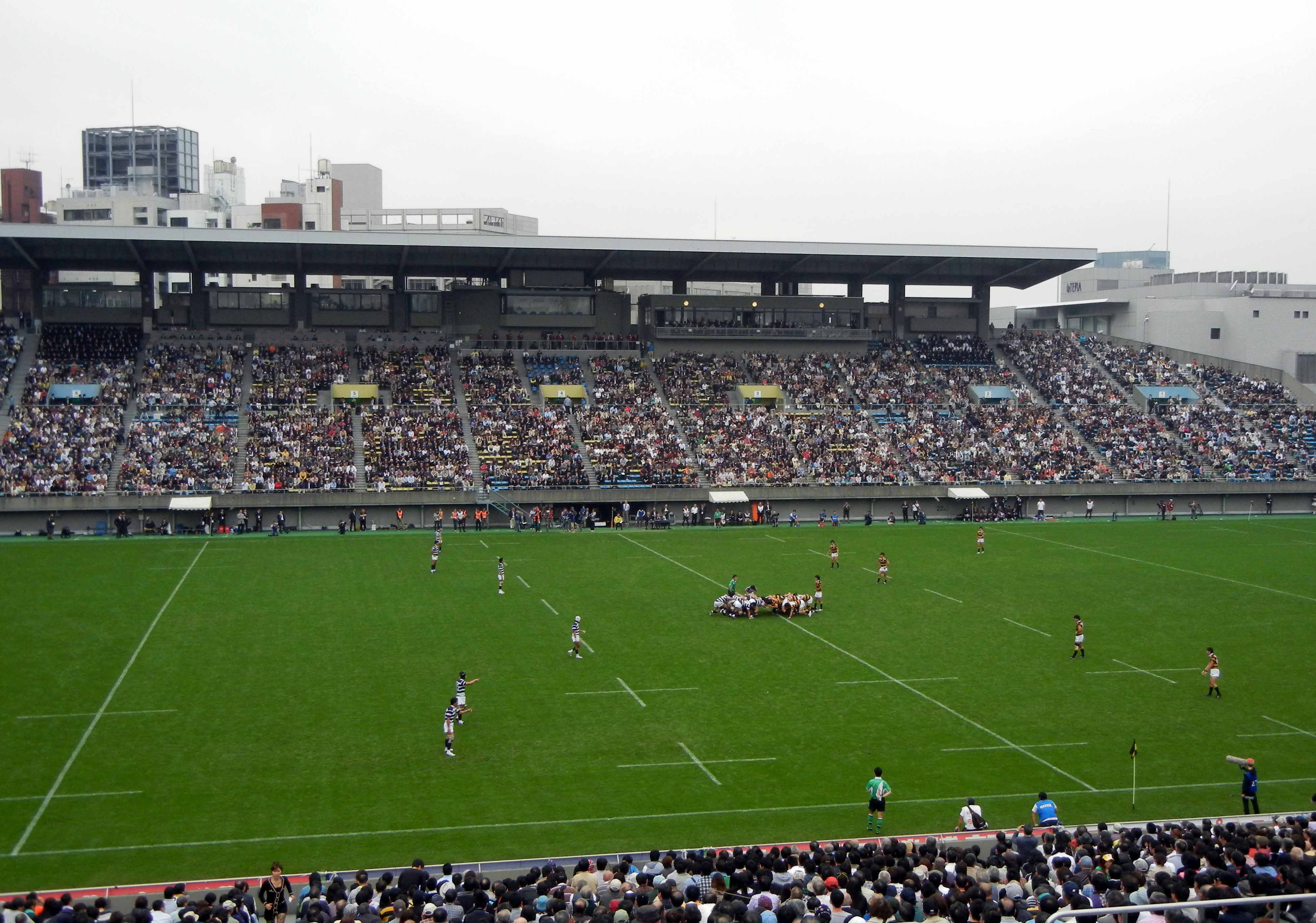
慶明戦

## 戦績
近年のチームの戦績は以下の通り。
| 年度   | 所属 | 勝敗      | 順位 | 監督       | 主将       | 大学選手権                    |
| ------ | ---- | --------- | ---- | ---------- | ---------- | ----------------------------- |
| 1989年 | -    | 6勝2敗    | 3位  | 松本澄秀   | 立石郁雄   | ※関東交流戦 6-13 大東文化大学 |
| 1990年 | -    | 4勝4敗    | 6位  | 浜本剛志   | 三宅清三郎 |                               |
| 1991年 | -    | 5勝3敗    | 4位  | 浜本剛志   | 小田切宏太 | ※関東交流戦 8-14 大東文化大学 |
| 1992年 | -    | 2勝6敗    | 8位  | 安積英樹   | 神田雅朗   |                               |
| 1993年 | -    | 3勝4敗1分 | 7位  | 安積英樹   | 東弘二郎   |                               |
| 1994年 | -    | 4勝4敗    | 7位  | 上田昭夫   | 村田篤彦   |                               |
| 1995年 | -    | 3勝5敗    | 7位  | 上田昭夫   | 松本啓太郎 |                               |
| 1996年 | -    | 4勝4敗    | 6位  | 上田昭夫   | 森内勇策   |                               |
| 1997年 | A    | 2勝5敗    | 7位  | 上田昭夫   | 田村和大   |                               |
| 1998年 | A    | 4勝2敗    | 2位  | 上田昭夫   | 熊谷良     | 準決勝 18-24 明治大学         |
| 1999年 | A    | 7勝0敗    | 1位  | 上田昭夫   | 高田晋作   | 優勝 決勝 27-7 関東学院大学   |
| 2000年 | A    | 7勝0敗    | 1位  | 上田昭夫   | 和田康二   | 準決勝 13-15 法政大学         |
| 2001年 | A    | 6勝1敗    | 2位  | 上田昭夫   | 野澤武史   | 準決勝 7-36 早稲田大学        |
| 2002年 | A    | 6勝1敗    | 2位  | 渡瀬裕司   | 水江文人   | 2回戦 27-40 帝京大学          |
| 2003年 | A    | 4勝3敗    | 5位  | 渡瀬裕司   | 廣瀬俊朗   | 1回戦 24-57 関東学院大学      |
| 2004年 | A    | 5勝2敗    | 2位  | 三宅清三郎 | 猪口拓     | 2回戦 24-35 同志社大学        |
| 2005年 | A    | 5勝2敗    | 3位  | 松永敏宏   | 竹本隼太郎 | 2回戦 8-26 早稲田大学         |
| 2006年 | A    | 5勝2敗    | 3位  | 松永敏宏   | 青貫浩之   | 2回戦 22-33 早稲田大学        |
| 2007年 | A    | 4勝2敗1分 | 3位  | 林雅人     | 金井健雄   | 準優勝 決勝 6-26 早稲田大学   |
| 2008年 | A    | 4勝2敗1分 | 4位  | 林雅人     | 花崎亮     | 1回戦 17-23 帝京大学          |
| 2009年 | A    | 5勝1敗1分 | 2位  | 林雅人     | 松本大輝   | 準決勝 14-19 東海大学         |
| 2010年 | A    | 6勝1敗    | 2位  | 林雅人     | 竹本竜太郎 | 2回戦 7-38 帝京大学           |
| 2011年 | A    | 3勝4敗    | 5位  | 田中真一   | 仲宗根健太 | 2回戦 15-32 天理大学          |
| 2012年 | A    | 3勝4敗    | 5位  | 田中真一   | 茂木俊和   | セカンドステージ敗退          |
| 2013年 | A    | 4勝3敗    | 3位1 | 和田康二   | 宮川尚之   | 準決勝 14-45 帝京大学         |
| 2014年 | A    | 4勝2敗1分 | 4位  | 和田康二   | 木原健裕   | 準決勝 10-53 帝京大学         |
| 2015年 | A    | 4勝3敗    | 4位2 | 金沢篤     | 矢川智基   | セカンドステージ敗退          |
| 2016年 | A    | 4勝3敗    | 4位  | 金沢篤     | 鈴木達哉   | 準々決勝 24-29 天理大学       |
| 2017年 | A    | 5勝2敗    | 2位3 | 金沢篤     | 佐藤大樹   | 準々決勝 28-33 大東文化大学   |
| 2018年 | A    | 5勝2敗    | 3位4 | 金沢篤     | 古田京     | 準々決勝 19-20 早稲田大学     |
| 2019年 | A    | 3勝4敗    | 5位5 | 栗原徹     | 栗原由太   |                               |
| 2020年 | A    | 5勝2敗    | 3位  | 栗原徹     | 相部開哉   | 準々決勝 14-29 早稲田大学     |
| 2021年 | A    | 3勝4敗    | 4位  | 栗原徹     | 原田衛     | 準々決勝 12-27 東海大学       |
| 2022年 | A    | 4勝3敗    | 4位  | 栗原徹     | 今野勇久   | 準々決勝 33-34 京都産業大学   |
| 2023年 | A    | 3勝4敗    | 5位  | 青貫浩之   | 岡広将     | 3回戦 12-41 天理大学          |
| 2024年 | A    | 3勝4敗    | 4位  | 青貫浩之   | 中山大暉   | 準々決勝 24-73 帝京大学       |

1筑波大学と同率3位
2早稲田大学と同率4位
3明治大学・早稲田大学と同率2位
4明治大学と同率3位
5日本体育大学と同率5位
1985年度の日本一
1985年度の第23回日本ラグビーフットボール選手権大会（1986年1月15日）で、トヨタ自動車を18-13で破り初優勝を果たした。下記は当校日本一の試合時におけるフィフティーンである。
| 監督：上田昭夫 |                         |      |            |
| 番号           | 選手名                  | 学年 | 出身校     |
| 1              | 橋本達矢                | 3年  | 慶應高     |
| 2              | 五所紳一                | 4年  | 慶應高     |
| 3              | 中野忠幸                | 4年  | 慶應高     |
| 4              | 柴田志通                | 2年  | 慶應高     |
| 5              | 山越克雄 （現姓：福澤） | 3年  | 慶應高     |
| 6              | 栗原正信                | 4年  | 慶應志木高 |
| 7              | 上島治                  | 3年  | 慶應高     |
| 8              | 油山哲也                | 3年  | 慶應高     |
| 9              | 生田久貴                | 4年  | 慶應高     |
| 10             | 清水周英                | 4年  | 慶應高     |
| 11             | 太田浩介                | 3年  | 神戸高     |
| 12             | 青井博也                | 4年  | 桐朋高     |
| 13             | 林千春                  | 4年  | 慶應高     |
| 14             | 若林俊康                | 3年  | 小石川高   |
| 15             | 渡瀬祐司                | 4年  | 慶應高     |

※ 太字はキャプテン。

## 部歌
慶應義塾體育會蹴球部部歌。『白凱々（はくがいがい）』とも言う。その成立に関する出典は2つある。
1つは、日本ラグビーフットボール協会の資料。1907年（明治40年）、OBの安藤復蔵が群馬県太田市にあった芭蕉屋旅館に滞在中に制作した。当時、群馬県太田中学校（群馬県立太田第一高等学校の前身）に慶應義塾の部員やOBがコーチとして出向いて指導し、同校にラグビー部を創った。
もう1つは、慶應義塾體育會蹴球部のホームページ。1912年（明治45年）、伊豆の土肥で合宿した際にOBの安藤復蔵が作詞した。

### 歌詞
白凱々の雪に居て　球蹴れば銀塊飛ぶ

黒黄の猛きしるしには

清浄の誉れ高し　勇めよ我友よ

いざ行けいざ行けよ

正義の旗なびき　自治の剣輝く

ツララ慶應慶應　ツラララツラララ

ツララ慶應慶應　ツラララ

## 主な選手
- 今野椋平(主将、SO/CTB/WTB/FB / 桐蔭学園高出身）
- 山本大悟(副将、CTB / 常翔学園高出身）
- 米津幸治（FWリーダー、FL/No.8 / 慶應義塾高出身）
- 小野澤謙真（WTB、FB / 1年生時に日本代表合宿に参加 / 静岡聖光学院高出身）

## 在籍した選手
- 田辺九萬三（日本ラグビーフットボール協会二代会長）
- 横山通夫（中部電力会長、日本ラグビーフットボール協会会長、九州ラグビーフットボール協会初代会長 / 宇都宮中）
- 脇肇（当部初代監督 / 神戸二中）
- 矢飼督之（PR、日本代表キャップ認定第一号 / 慶應普通部）
- 岩下秀三郎（HO、日本代表、毎日新聞 / 慶應普通部）
- 吉沢秀雄（旧姓：宮地、FL、No.8、日本代表 / 慶應普通部）
- 清水精三（SO、日本代表 / 慶應普通部）
- 前川丈雄（旧姓：萩原、SH、日本代表 / 慶應普通部）
- 藤井貢（CTB、日本代表、俳優 / 慶應普通部）
- 北野孟郎（WTB、日本代表、毎日新聞 / 慶應普通部）
- 山本太郎（旧姓：佐々倉、PR、日本代表 / 修猷館中）
- 真野喜平（LO、日本代表 / 沼津中）
- 田治正浩（FL、日本代表 / 慶應普通部）
- 田川博（LO、日本代表 / 慶應普通部）
- 酒井通博（HO、日本代表 / 慶應普通部）
- 伊藤英夫（LO、日本代表 / 神戸一中）
- 西善二（CTB、日本代表 / 神戸一中）
- 関川哲男（PR、日本代表 / 佐賀高）
- 竹谷武（LO、日本代表、大丸 / 天王寺中）
- 柴田孝（LO、日本代表、日本製紙 / 成城高）
- 今村耕一（SH、日本代表、東横百貨店、新日本製鐵 / 同志社高）
- 青井達也（CTB / 日本代表、横河電機常務 / 天王寺高）
- 美川英二（FL / 1955年度卒 / 日本代表、横河電機社長（1993年 ~ 1999年） / 慶應高）
- 宮島欽一（FL、日本代表 / 慶應高）
- 赤津喜一郎（HO、日本代表、東横百貨店 / 宇都宮高）
- 龍野和久（旧姓：堤、FL、日本代表、東洋製罐 / ）
- 平島正登（SO、日本代表、横河電機 / 修猷館高）
- 石井堅司（CTB、日本代表 / 慶應高）
- 山田敬介（No.8、日本代表 / 福岡高）
- 堀越慈（1964年度卒 /　日本代表、ライオン歯磨、日本ラグビー協会・IRB理事、NHKラグビー解説者 / 三田高）
- 峰岸進 (WTB /1964年度卒/元横浜ベイスターズ社長、元TBSテレビプロデューサー/ 慶應高）
- 谷川義夫（No.8、日本代表、新日鐵八幡 / 慶應高）
- 宮田浩二（CTB、日本代表、富士鐡釜石 / 慶應高）
- 山城泰介（PR、元主将、日本ラグビー協会副会長 / 筑紫丘高）
- 武見敬三（1974年度卒 / 参議院議員 / 慶應高）
- 上田昭夫（元監督・SH / 1974年度卒 / トヨタ自動車、日本代表、フジテレビ元キャスター / 慶應高）
- 持田昌典（1976年度卒 / ゴールドマン・サックス日本法人社長 / 慶應高）
- 稲垣純一（サントリー初代主将 / ）
- 浜本剛志（LO、元監督、サントリー、日本ラグビーフットボール協会専務理事 / 都立武蔵高）
- 松木弘志（CTB / 1980年度卒 / クボタスピアーズ部長 / 慶應志木高)
- 東山勝英（LO、1981年卒主将、神戸製鋼 / 神戸高）
- 松永敏宏（元監督・CTB / 1984年度卒・元主将 / 横河電機からプルデンシャル生命に転職、現エタニティー、日本代表 / 天王寺高出身）
- 中山剛（LO / 1984年度卒 / 東京電力 / 慶應志木高）
- 田代博 (FL / 1984年度卒 / 三井物産 / 慶應高）
- 市瀬豊和 (WTB/FB 1984年度卒 / 山櫻社長 / 慶應高）
- 浅田武男（SO / 1984年度卒 / 三井信託銀行 / 慶應高）
- 村井大次郎（FB / 1984年度卒 / 丸紅、日本代表 / 慶應高）
- 林雅人（元監督、元ヘッドコーチ / 1984年度卒 / 東京ガスラグビー部ヘッドコーチ、元NTTコミュニケーションズシャイニングアークスヘッドコーチ/  慶應高）
- 玉塚元一（FL / 1984年度卒 / ロッテホールディングス代表取締役社長CEO・ジャパンラグビーリーグワン理事長 / 慶應高）
- 中野忠幸（PR / 1985年度卒・主将時にトヨタ自動車を破り日本一 / 日本興業銀行 / 慶應高）
- 橋本達矢（PR・HO / 1986年度卒 / 第一勧業銀行 / 慶應高)
- 五所紳一（HO / 1985年度卒 / キリンビール / 慶應高）
- 生田久貴（SH /ミクニ社長、元日本代表 / 慶應高）
- 清水周英（SO・CTB / 1985年度卒 / 現たらみ社長 / 慶應高）
- 林千春（CTB /1985年度卒 / 三菱銀行 / 慶應高）
- 青井博也（CTB / 1985年度卒 / 三井不動産 / 桐朋高）
- 若林俊康（WTB / 1986年度卒 / 三菱地所、元日本代表 / 小石川高）
- 福澤克雄（旧姓山越、LO / 1986年度卒 / 富士フイルムから TBSテレビに転職、現映画監督・演出家・テレビディレクター / 慶應高）
- 石森久嗣（現チームドクター / 1986年度卒 / 前衆議院議員、脳外科医 / 慶應高）
- 渡瀬裕司（元監督・FB / 1986年度卒 / ジャパンエスアールCEO、日本協会理事 / 慶應高)
- 立石郁雄（1989年度卒、元主将 / 元三菱銀行、オムロン）
- 田村喜寛（FB / 1989年度卒 / 吉田義人を止めた男 / 戸山高）
- 柿沼岳史（CTB / 1989年度卒 / 伊藤忠商事、 伊豆大仁開発株式会社代表取締役社長/慶應義塾志木高）
- 三宅清三郎（元監督 / 1990年度卒、元主将 / キリンビール）
- 村田篤彦（NO.8 / 1991年卒、元主将 / エーコンクラブ / 慶應高）
- 福本正幸（PR / 神戸製鋼 / 天王寺高）
- 村田篤彦（LO / 1994年卒、元主将 / 東京海上日動火災/ 慶應義塾志木高）
- 立花陽三（SO / 1994年卒、東北楽天ゴールデンイーグルス球団社長 / 成蹊高）
- 松本啓太郎（PR / 1995年卒、元主将 / 大阪ガス/ 天理高）
- 森内勇作（PR / 1996年卒、元主将 / 電通/ 慶應高）
- 田村和大（FL / 1997年卒、元主将 / 東京海上日動火災/ 慶應義塾志木高）
- 平野井宏典（ / 1997年卒 / 電通/ 慶應義塾ニューヨーク学院）
- 熊谷良（SH / 1998年卒、元主将 / 東京ガス/ 国学院久我山高）
- 高田晋作（LO / 1999年度卒、元主将 / 三菱地所 / 国学院久我山高）
- 和田康二（元監督、SO / 2000年度卒、元主将 / 慶應義塾職員 / 清真学園高）
- 浦田修平（WTB / 2000年度卒 / サントリーフーズ / 長崎北高）
- 栗原徹（FB・WTB / 2000年度卒 / NTTコミュニケーションズシャイニングアークス、元日本代表 / 清真学園高）
- 野澤武史（No.8 / 2001年度卒、元主将 / 神戸製鋼コベルコスティーラーズ、日本代表、ラグビー解説者、山川出版社取締役 / 慶應高）
- 瓜生靖治（WTB / 2001年度卒 / キヤノンイーグルス、元日本代表 / 小倉高）
- 左座正二郎（PR / 2001年度卒 / 神戸製鋼コベルコスティーラーズ / 東福岡高）
- 山本英児（No.8・FL / 九州電力、元日本代表 / 修猷館高）
- 阿久根潤（LO / 東京ガスラグビー部、元日本代表 / 修猷館高）
- 水江文人（LO / 2002年度卒 / 朝日新聞 / 洛北高）
- 廣瀬俊朗（SO / 2003年度卒、元主将 / 東芝ブレイブルーパス、日本代表元主将 / 北野高）
- 猪口拓（PR /　2004年度卒、元主将 / 東芝ブレイブルーパス、元日本代表 / 慶應高）
- 岡健二（SH / 2004年度卒 / セコムラガッツ / 国学院久我山高）
- 清野輝俊（WTB / 2004年度卒 / クボタスピアーズ / 磐城高）
- 高谷順二（FL / 2004年度卒 / サントリーサンゴリアス / 長崎北陽台高）
- 竹本隼太郎（№8 / 2005年度卒、元主将  / サントリーサンゴリアス / 長崎北高）
- 青貫浩之（FL / 2006年度卒、元主将  / 味の素 / 清真学園高）
- 金井健雄（HO / 2007年度卒、元主将/ サントリーサンゴリアス、日本代表 / 太田高）
- 小田龍司（FB / 2007年度卒/ サントリーサンゴリアス / 東筑高）
- 中浜聡志（SO / 2007年度卒/ 東京ガスラグビー部 / 清真学園高）
- 山田章仁（WTB / 2007年度卒/ パナソニック ワイルドナイツ 、日本代表、7人制日本代表 / 小倉高）
- 花崎亮（SH / 2008年度卒、元主将 / 駒場WMM、慶應義塾體育會蹴球部SHコーチ / 清真学園高）
- 飯泉英二郎（LO / 2008年度卒/ MUFG RFC / 慶應義塾高）
- 勝呂恭佑（WTB・FB / 2008年度卒/ NHKアナウンサー / 慶應義塾高）
- 川崎大造（SO / 2008年度卒/ 豊田通商RED WING / 明和高）
- 河村泰三（CTB・FB / 2008年度卒 / 駒場WMM、元帆柱クラブ / 湘南高）
- 川本祐輝（SO・FB / 2008年度卒/ NTTコミュニケーションズシャイニングアークス / 清真学園高）
- 小柳貴裕（HO / 2008年度卒/ 元東京ガスラグビー部 / 小倉高）
- 篠原健悟（SH・CTB  / 2008年度卒/ MUFG RFC / 慶應義塾高）
- 牧野悟（WTB /　2008年度卒/ 神奈川タマリバクラブ / 茨木高）
- 川村慎（PR /　2009年度卒/ NECグリーンロケッツ / 慶應高）
- 田村弘毅（SH /　2009年度卒/ 神奈川タマリバクラブ / 茗溪学園高）
- 廣畑光太朗（PR / 2009年度卒/ 九州電力キューデンヴォルテクス / 桐蔭学園高）
- 竹本竜太郎（SO・CTB / 2010年度卒、元主将  / サントリーサンゴリアス / 長崎北高）
- 阿井宏太郎（FL・No8・CTB / 2010年度卒/ MUFG RFC / 茗溪学園高）
- 小澤直輝（FL / 2010年度卒/ サントリーサンゴリアス / 桐蔭学園高）
- 金子大介（HO・FL / 2010年度卒/ キヤノンイーグルス / 国学院久我山高）
- 坂原慶祐（SH・SO / 2010年度卒/ MUFG RFC / 近大附和歌山高）
- 高島大地（SH・SO / 2010年度卒/ MUFG RFC / 慶應義塾高）
- 濱野大（HO / 2010年度卒/ MUFG RFC / 慶應義塾高）
- 増田慶介（CTB / 2010年度卒/ 東芝ブレイブルーパス / 長崎北高）
- 村田毅（FL / 2010年度卒/ NECグリーンロケッツ、日本代表  / 慶應義塾志木高）
- 山城鉄平（CTB・WTB・FB / 2010年度卒/ MUFG RFC / 慶應義塾志木高）
- 和田拓（SO・FB / 2010年度卒/ キヤノンイーグルス / 国学院久我山高）
- 仲宗根健太（CTB・FB / 2011年度卒、元主将/ サントリーサンゴリアス  / 桐蔭学園高）
- 小川優輔（WTB・FB / 2011年度卒/ NTTコミュニケーションズシャイニングアークス / 小倉高）
- 栗原大介（FL・No.8 / 2011年度卒/ NTTコミュニケーションズシャイニングアークス / 湘南高）
- 櫻井裕輝（SO / 2011年度卒/ MUFG RFC / 県浦和高）
- 鈴木美嶺（PR / 2011年度卒/ サントリーフーズサンデルフィス / 都立国立高）
- 中川雄貴（SO  / 2011年度卒/ MUFG RFC / 慶應義塾高）
- 明本大樹（FL・No.8 / 2011年度卒/ 元横河武蔵野アトラスターズ / 桐蔭学園高）
- 南善晴（FL・LO / 2011年度卒/ 豊田自動織機シャトルズ / 大分舞鶴高）
- 安村直樹（SO・CTB・WTB・FB / 2011年度卒/ 日本テレビアナウンサー / 青山学院高等部）
- 遠藤洋介（LO / 2012年度卒/ MUFG RFC / 國學院久我山高）
- 小田基貴 （PR / 2012年度卒 /　JR九州サンダース /  小倉高）
- 鈴木貴裕（LO / 2012年度卒/ MUFG RFC / 慶應義塾高）
- 平野裕馬 （PR / 2012年度卒 /　東京ガスラグビー部 /  國學院久我山高）
- 山田亮介 （PR / 2012年度卒 /　元サントリーサンゴリアス /  國學院久我山高）
- 宮川尚之（SO・CTB / 2013年度卒、元主将/ 慶應義塾體育會蹴球部SO／CTBコーチ  / 成蹊高）
- 猪狩有智（SH / 2013年度卒/ 名古屋クラブ・クラスクラシコ / 慶應義塾志木高）
- 児玉健太郎 （WTB・FB / 2013年度卒 /　パナソニック ワイルドナイツ /  小倉高）
- 佐藤大朗 （LO / 2013年度卒 /　NTTドコモレッドハリケーンズ /  都立国立高）
- 佐藤龍羽（SH・CTB  / 2013年度卒/ MUFG RFC / 茗溪学園高）
- 杉山雄樹（PR・HO  / 2013年度卒/ MUFG RFC / 慶應義塾高）
- 平木誠人（WTB・FB / 2013年度卒/ 豊田通商BLUE WING / 公文国際学園高）
- 木原健裕（FL / 2014年度卒、元主将/ 慶應義塾體育會蹴球部BRコーチ  / 本郷高）
- 石橋拓也 （CTB / 2014年度卒 /　NTTコミュニケーションズシャイニングアークス /  小倉高）
- 関東申峻 （WTB / 2014年度卒 /　釜石シーウェイブス /  宮古高）
- 栗田裕一朗（FB / 2014年度卒/ MUFG RFC / 慶應義塾高）
- 矢川智基 （SO・FB / 2015年度卒、元主将/　三井不動産 / 清真学園高）
- 大塚健太 （PR・LO / 2015年度卒 /　ヤマハ発動機ジュビロ /  國學院久我山高）
- 佐藤耀 （HO / 2015年度卒 /　NECグリーンロケッツ / 本郷高）
- 田畑万併 （CTB / 2015年度卒 /　三菱重工相模原ダイナボアーズ /  桐蔭学園高）
- 南篤志 （SH / 2015年度卒 /　釜石シーウェイブス /  清真学園高）
- 廣川翔也（FL / 2016年度卒 /　ヤマハ発動機ジュビロ /  東福岡高出身）
- 佐藤大樹 （LO、元主将 / 2017年度卒  / NTTコミュニケーションズシャイニングアークス / 桐蔭学園高出身）
- 辻雄康 （LO / 2018年度卒 /　サントリーサンゴリアス /  慶應義塾高）
- 丹治辰碩（WTB・FB / 2018年度卒 / パナソニック ワイルドナイツ / 慶應義塾高）
- 細田隼都 （PR / 2018年度卒 /　三菱重工相模原ダイナボアーズ /  慶應義塾高）
- 栗原由太 (CTB / 2019年度卒、元主将 / リコーブラックラムズ / 桐蔭学園高出身）
- 高木一成（WTB・FB  / 2019年度卒 / キヤノンイーグルス / 慶應義塾高）
- 大山祥平（PR  / 2020年度卒 / Honda HEAT / 慶應義塾高）
- 金堂眞弥 （FB / 2020年度卒 /　九州電力キューデンヴォルテクス /  福岡城南高）
- 原田衛(PR・HO / 2021年度卒、元主将 / 東芝ブレイブルーパス東京 / 桐蔭学園高出身）
- 山本凱（FL / 2021年度卒 / 東京サントリーサンゴリアス / 慶應高出身）
- 中楠一期（SO / 2022年度卒 / リコーブラックラムズ東京 / 國學院久我山高出身）
- アイザイア・マプスア（LO・FL / 2022年度卒 /  トヨタヴェルブリッツ / キングカレッジ出身）
- 福澤慎太郎（HO / 2023年度卒 / トヨタヴェルブリッツ / 本郷高出身）
- 山田響(SH・FB / 2023年度卒 / 7人制日本代表、クボタスピアーズ船橋・東京ベイ / 報徳学園高出身）
- シュモック・オライオン（LO/FL / 2023年度卒 / 埼玉パナソニックワイルドナイツ / マウントアルバートグラマースクール出身）
- 永山淳（SO・CTB / 2023年度卒 / 高校日本代表・U20日本代表コーチ / 國學院久我山高出身）
- 浅井勇暉(LO / 2024年度卒 / クボタスピアーズ船橋・東京ベイ / 仙台高出身）

### 関係者
- 田中銀之助

## 所在地

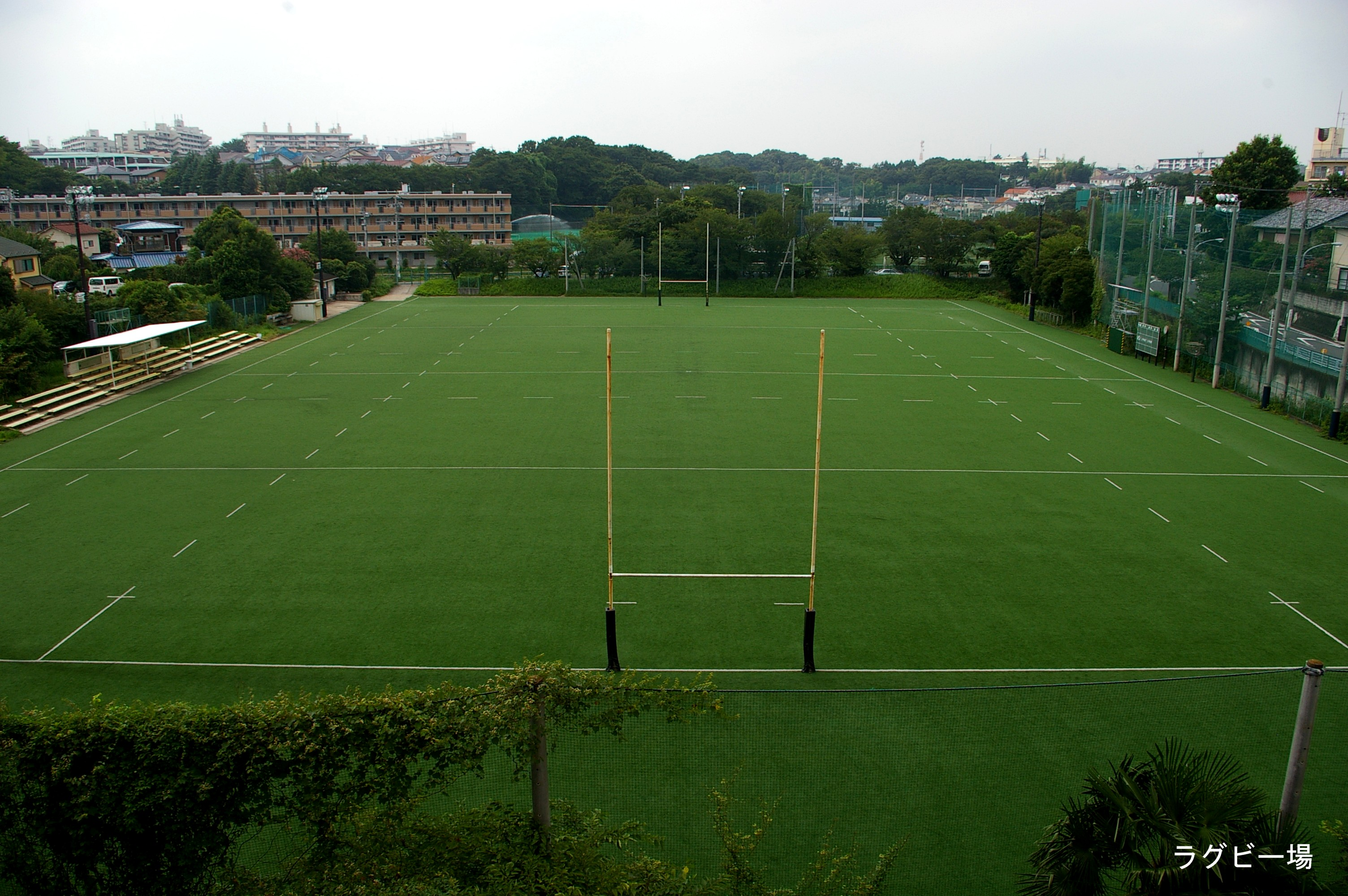
ラグビー場（日吉）

- 横浜市港北区日吉本町2-59-7